# Tambogruppe
Die Tambogruppe ist eine Gebirgsgruppe auf und nahe der Grenze zwischen Italien und der Schweiz. Sie liegt im Südosten der Westalpen und erstreckt sich auf die Kantone Graubünden und Tessin, sowie die lombardischen Provinzen Varese, Como und Sondrio.

## Lage und Fläche
Das Gebiet wird (im Uhrzeigersinn ab Nord) umgrenzt vom Hinterrhein, Hüscherenbach, Splügenpass, Liro, Mera, Ostarm des Comer Sees, der Po-Ebene, dem Lago Maggiore, Tessin, Moesa, sowie San-Bernardino-Pass und bedeckt eine Fläche von 2600 km2.
Wird die Gruppe durch zwei große Oberitalienische Seen begrenzt, so befindet sich der Luganersee dazwischen. Von ihm zieht sich dann eine lange ununterbrochene Kette nordwärts, welche stets die Grenze zwischen der Schweiz im Westen und Italien im Osten bildet, bis zum namensgebenden Pizzo Tambo, wo sie sich zusammen mit dem Alpenhauptkamm dem Splügenpass zuwendet. Er ist sozusagen der Zentralpunkt der Alpen, da sich auf diesem Sattel die nordsüdlich verlaufende West-Ostalpen-Grenze und die westöstlich verlaufende Kammlinie zwischen den Nord- und Südalpen schneiden. Dabei handelt es sich um einen frühgeschichtlichen Übergang.
Die Nord-Süd-Ausdehnung der Gruppe ist beträchtlich, reicht sie doch vom Rheinwald nördlich des Alpenhauptkamms (Wasserscheide) bis zur Poebene.

## Gruppen und Gipfel
Die Tambogruppe wird in folgende sieben Untergruppen eingeteilt:
- Tambo-Curciusa-Gruppe mit dem Pizzo Tambo (Tambohorn) 3279 m ü. M.[2]
- Piz-Pombi-Kette mit dem Piz Corbet 3025 m ü. M.[3]
- Pizzo-Paglia-Gruppe mit dem Pizzo-Paglia 2593 m ü. M.[2]
- Camogè-Támaro-Gruppe mit dem Monte Tamaro 1960 m ü. M.[4]
- Vareser Voralpen mit dem Monte Campo dei Fiori 1227 m ü. M.[4]
- Generoso-Intelvi-Gruppe mit dem Monte Generoso 1701 m ü. M.[5]
- Alta Brianza mit dem Monte San Primo 1682 m ü. M.[5]

## Täler und Orte
Die gliedernden Täler sind durchweg relativ kurz, so gibt es im Innern der Gebirgsgruppe auch nur wenige Orte, wie Lugano und  Porlezza; an ihrem Rand liegen Splügen, Lecco, Como, Varese, Luino und Bellinzona. Am Ufer des Lago Maggiore befindet sich ihr niedrigster Punkt auf 193 m s.l.m., womit sich eine Differenz zum höchsten von 3086 m ergibt.